# Kratz
Kratz ist ein Familienname.

## Namensträger

### A
- Anna Drathschmidt von Bruckheim, geb. Anna Kratz (1837–1918), deutsch-österreichische Schauspielerin und Sängerin (Sopran)
- Anna Kratz (Bordellbetreiberin) (1861–nach 1937), deutsche Bordellbetreiberin
- Artur Kratz (1927–2004), deutscher Restaurator, Bildhauer und Maler

### B
- Benjamin Kratz (1829–1869), deutscher Genremaler der Düsseldorfer Schule

### C
- Carl Kratz (1808–1869), deutscher Kaufmann und Politiker
- Christian Kratz (* 1953), französischer Geistlicher, römisch-katholischer Bischof
- Christian Kratz (Mediziner) (* 1968), deutscher Pädiater und Hochschullehrer

### E
- Édouard Kratz (1803–1885), französischer Jurist, Bürgermeister von Straßburg
- Eduard Kratz (Rennfahrer) (1902–1945), deutscher Motorradrennfahrer
- Eduard Kratz (Ringer), deutscher Ringer
- Erik Kratz (* 1980), US-amerikanischer Baseballspieler

### F
- Franz Josef Kratz (1809–1875), deutscher Jurist und Reichstagsabgeordneter

### G
- Gerda Kratz (1926–2011), deutsche Bildhauerin
- Gustav Kratz (1829–1864), deutscher Historiker
- Gustav Heinrich Kratz (1798–1874), deutscher Gutsbesitzer und Politiker

### H
- Harry Kratz (* 1945), Kinderdarsteller

### J
- Jens Volker Kratz (1944–2024), deutscher Kernchemiker
- Johann Kaspar Kratz (1698–1737), deutscher katholischer Missionar und Märtyrer
- Johann Michael Kratz (1807–1885), deutscher Historiker und Bibliothekar
- Johannes Kratz (1925–2012), deutscher Mathematiker, Lehrer und Lehrwerkverfasser
- Josefine Kratz (1876–1906), österreichische Opernsängerin (Sopran)

### K
- Karel Kratz (1893–1962), niederländischer Wasserballspieler
- Karl Kratz (* 1812), deutscher Maler und Lithograf
- Karl-Ludwig Kratz (1941–2025), deutscher Kernchemiker und Astrophysiker
- Käthe Kratz (* 1947), österreichische Filmemacherin und Schriftstellerin
- Kevin Kratz (* 1987), deutscher Fußballspieler

### L
- Ludwig Kratz (1911–1957), deutscher Chemiker

### M
- Margret Kratz (* 1962), deutsche Fußballspielerin und -trainerin
- Max Kratz (1921–2000), deutscher Bildhauer und Hochschullehrer

### P
- Paul Kratz (Bergbeamter) (1878–1939), deutscher Bergbeamter und Manager
- Paul Kratz (Bildhauer) (1884–1958), deutscher Bildhauer
- Paul Kratz (Gewerkschafter) (1921–1994), deutscher Gewerkschafter und Politiker (SPD)
- Peter Kratz (* 1958), deutscher Schauspieler und Regisseur

### R
- Reinhard Gregor Kratz (* 1957), deutscher Theologe
- Robert Kratz (1898–1978), deutscher Gehörlosenaktivist

### T
- Thomas Kratz (* 1972), deutscher Künstler

### W
- Walter Kratz (Politiker) (1895–nach 1939), deutscher Landrat (NSDAP)
- Walter Kratz (Architekt) (1899–1957), österreichischer Architekt
- Werner Kratz (Mathematiker) (* 1948), deutscher Mathematiker
- Werner Kratz (* 1949), deutscher Ökologe
- Wilhelm Kratz (Sammler) (1873–1945), deutscher Nadelfabrikant und Fayencensammler
- Wilhelm Kratz (Kirchenhistoriker) (1874–1955), deutscher römisch-katholischer Theologe
- Wilhelm Kratz (Widerstandskämpfer, 1902) (1902–1944), deutscher Widerstandskämpfer aus Köln
- Wilhelm Kratz (Politiker) (1905–1986), deutscher Politiker (CDU)
- Wilhelm Kratz (1906–1942), deutscher Widerstandskämpfer aus Solingen, siehe Liste der Stolpersteine in Solingen-Wald #Wilhelm Kratz
- Wolfgang Kratz (* 1932), deutscher evangelischer Geistlicher, Theologe, Oberkirchenrat und Autor